# Oh My Girl Best
OH MY GIRL BEST – pierwszy japoński album kompilacyjny południowokoreańskiej grupy Oh My Girl, wydany 30 marca 2022 roku przez wytwórnię Ariola Japan.
Ukazał się w trzech edycjach: regularnej (CD) i dwóch limitowanych. Album osiągnął 14 pozycję w rankingu Oricon i pozostał na liście przez 3 tygodnie, sprzedał się w nakładzie ponad 7580 egzemplarzy w Japonii (wg Billboard Japan).

## Lista utworów
Edycja regularna, limitowana A/B
| CD 1 | CD 1                                                            | CD 1    |
| Nr   | Tytuł utworu                                                    | Długość |
| ---- | --------------------------------------------------------------- | ------- |
| 1.   | „Real Love” (Japanese ver.)                                     |         |
| 2.   | „Dun Dun Dance” (Japanese ver.)                                 |         |
| 3.   | „Dolphin” (Japanese ver.)                                       |         |
| 4.   | „Nonstop” (Japanese ver.)                                       |         |
| 5.   | „Etoile”                                                        |         |
| 6.   | „Eternally”                                                     |         |
| 7.   | „BUNGEE” (Japanese ver.)                                        |         |
| 8.   | „Go-banme no kisetsu” (jap. 五番目の季節) (Japanese ver.)       |         |
| 9.   | „Hanabi (Remember Me)” (jap. 花火(Remember Me)) (Japanese ver.) |         |
| 10.  | „Twilight” (Japanese ver.)                                      |         |
| 11.  | „Secret Garden” (Japanese ver.)                                 |         |
| 12.  | „Sixteen” (Japanese ver.)                                       |         |
| 13.  | „Coloring Book” (Japanese ver.)                                 |         |
| 14.  | „A-ing” (Japanese ver.)                                         |         |
| 15.  | „WINDY DAY” (Japanese ver.)                                     |         |
| 16.  | „LIAR LIAR” (Japanese ver.)                                     |         |
| 17.  | „Ichibunibu” (jap. 一歩二歩) (Japanese ver.)                    |         |
| 18.  | „CLOSER” (Japanese ver.)                                        |         |
| 19.  | „CUPID” (Japanese ver.)                                         |         |

Edycja limitowana A/B
| CD 2 | CD 2                                                      | CD 2    |
| Nr   | Tytuł utworu                                              | Długość |
| ---- | --------------------------------------------------------- | ------- |
| 1.   | „Real Love”                                               |         |
| 2.   | „Dun Dun Dance”                                           |         |
| 3.   | „Dolphin”                                                 |         |
| 4.   | „Nonstop”                                                 |         |
| 5.   | „BUNGEE”                                                  |         |
| 6.   | „Go-banme no kisetsu (SSFWL)” (jap. 五番目の季節 (SSFWL)) |         |
| 7.   | „Remember Me”                                             |         |
| 8.   | „Twilight”                                                |         |
| 9.   | „Secret Garden”                                           |         |
| 10.  | „Sixteen”                                                 |         |
| 11.  | „Coloring Book”                                           |         |
| 12.  | „A-ing”                                                   |         |
| 13.  | „WINDY DAY”                                               |         |
| 14.  | „LIAR LIAR”                                               |         |
| 15.  | „Ichibunibu” (jap. 一歩二歩)                              |         |
| 16.  | „CLOSER”                                                  |         |
| 17.  | „CUPID”                                                   |         |
| 18.  | „Etoile” (Korean ver.) (tylko wersja B)                   |         |
| 19.  | „Etoile” (English ver.) (tylko wersja B)                  |         |

Edycja limitowana A
| CD 3 | CD 3                                 | CD 3    |
| Nr   | Tytuł utworu                         | Długość |
| ---- | ------------------------------------ | ------- |
| 1.   | „Lemonade”                           |         |
| 2.   | „Tear Rain”                          |         |
| 3.   | „Precious Moment”                    |         |
| 4.   | „Fly to the Sky”                     |         |
| 5.   | „Polaris”                            |         |
| 6.   | „Touch My Heart”                     |         |
| 7.   | „Dakishimeru no” (jap. 抱きしめるの) |         |

## Notowania
| Lista                            | Pozycja |
| -------------------------------- | ------- |
| Oricon Weekly Album Chart        | 14      |
| Billboard Japan Hot Albums       | 14      |
| Billboard Japan Top Albums Sales | 12      |
| Gaon Weekly Album Chart          | 89      |